# Andranomiely
Andranomiely est une commune urbaine malgache, située dans la partie sud-est de la région d'Itasy.